# Vranishtë
Vranishtë (serb. Враниште, Vranište) – wieś w Kosowie, w regionie Prizren, w gminie Dragaš. W 2011 roku liczyła 352 mieszkańców. 